# Władcy Blois

## Wicehrabiowie Blois
- do 834: Wilhelm
- 834–865: Odon
- 865–866: Robert
- 878–906: Garnegaud
- 906–928: Tybald Starszy
- 928–960: Tybald Oszust

## Hrabiowie Blois

### Dynastia Blois
- 960–975: Tybald I Oszust
- 975–996: Odon I
- 996–1004: Tybald II
- 1004–1037: Odon II
- 1037–1089: Tybald III
- 1089–1102: Stefan Henryk
- 1102–1152: Tybald IV Wielki, także hrabia Szampanii
- 1152–1191: Tybald V Dobry
- 1191–1205: Ludwik I
- 1205–1218: Tybald VI
- 1218–1230: Małgorzata

### Dynastia Avesnes
- 1218–1230: Walter
- 1230–1241: Maria

### Dynastia Châtillon

- 1230–1241: Hugo I
- 1241–1279: Jan I
- 1279–1292: Joanna I
- 1292–1307: Hugo II
- 1307–1342: Gwidon I
- 1342–1346: Ludwik II
- 1346–1372: Ludwik III
- 1372–1381: Jan II
- 1381–1397: Gwidon II

### Dynastia Orleańska Walezjuszów– jednocześnieksiążęta Orleanu
- 1397–1407: Ludwik IV
- 1447–1465: Karol I
- 1465–1498: Ludwik V – król Francji jako Ludwik XII